# All Star Extravaganza VIII
L'édition 2016 de All Star Extravaganza est une manifestation de catch en pay-per-view (PPV), produite par la fédération américaine Ring of Honor (ROH), disponible en direct sur le câble et satellite ainsi que sur le site de partages vidéo Ustream et l'application mobile Flipps. Le PPV s'est déroulé le 30 septembre 2016 au Lowell Memorial Auditorium à Lowell, dans le Massachusetts. Il s'agit de la 8e édition de All Star Extravaganza de l'histoire de la ROH.

## Contexte
Les spectacles de la Ring of Honor en paiement à la séance se composent de matchs aux résultats prédéterminés par les scénaristes de la ROH. Ces rencontres sont justifiées par des storylines - une rivalité avec un catcheur, la plupart du temps - ou par des qualifications survenues au cours de shows précédant l'évènement. Tous les catcheurs possèdent un gimmick, c'est-à-dire qu'ils incarnent un personnage face (gentil) ou heel (méchant), qui évolue au fil des rencontres. Un pay-per-view comme All Star Extravaganza est donc un événement tournant pour les différentes storylines en cours.

### Bobby Fish vs. Donovan Dijak
Au cours de Death Before Dishonor XIII, Donovan Dijak remporte son match contre Kamaitachi, Jay White (en) et Lio Rush et devient le challenger pour le titre mondial de la télévision de la ROH. Les deux catcheurs s'affronteront pour le titre au cours de ce pay-per-view.

## Matchs
| #                                                                | Matchs, | Stipulation                                                                                             | Durée |
| ---------------------------------------------------------------- | --- | --- | ----- |
| Dark                                                             | Silas Young bat Evil et Will Ferrara (en) | Three Way match                                                                                         |       |
| 1                                                                | Bobby Fish (c) bat Donovan Dijak (avec Prince Nana) | Match simple pour le ROH World Television Championship                                                  | 11:44 |
| 2                                                                | Colt Cabana & Dalton Castle battent The All Night Express (en) (Rhett Titus & Kenny King) (avec Caprice Coleman), Keith Lee & Shane Taylor et War Machine (Hanson & Raymond Rowe) | Four Corners Survival Tag Team match pour être challenger au ROH World Tag Team Championship            | 8:50  |
| 3                                                                | Dragon Lee bat Kamaitachi | Match simple                                                                                            | 16:06 |
| 4                                                                | Kyle O'Reilly bat Hangman Page | Match simple                                                                                            | 9:51  |
| 5                                                                | Kushida, ACH et Jay White (en) battent Toru Yano et The Briscoe Brothers (Jay Briscoe & Mark Briscoe)                                                                             | Six Man Tag Team match dans le premier tour du tournoi pour les ROH World Six-Man Tag Team Championship | 14:11 |
| 6                                                                | Jay Lethal bat Tetsuya Naito (avec Evil) | Match simple                                                                                            | 13:06 |
| 7                                                                | Adam Cole bat Michael Elgin | Match simple pour le ROH World Championship                                                             | 14:07 |
| 8                                                                | The Young Bucks (Matt Jackson & Nick Jackson) battent The Addiction (Christopher Daniels & Frankie Kazarian) (c) et Motor City Machine Guns (Alex Shelley & Chris Sabin)          | Ladder War VI match pour les ROH World Tag Team Championship                                            | 23:45 |
| (c) désigne le(s) champion(s) défendant son titre dans le match. | | |       |